# Redburga
Redburga nebo také Rædburh se objevuje v pozdně středověkém manuskriptu, který vlastní Oxfordská univerzita, jako manželka krále Wessexu Ecgberhta. Je popisována jako „regis Francorum sororia“, což je překládáno jako „sestra krále Franků“. Nepřesnost, se kterou se takové fráze používaly, způsobuje, že se mohlo jednat o sestru Karla Velikého, jeho švagrovou coby sestru jeho čtvrté manželky Luitgardy nebo nějaké ještě vzdálenější příbuzenství. Samotná existence Redburgy je zpochybňována, protože se objevuje jen v manuskriptu z mnohem pozdější doby.
Je naznačováno, že Karel Veliký smluvil sňatek Redburgy s Ecgberhtem v roce 800. Ecgberht, který byl mercijským králem Offou donucen žít u dvora tohoto císaře, se do Anglie vrátil v roce 802 a stal se králem Wessexu.
Nejistota ohledně Redburgy je dále komplikovaná existencí dalšího Ecgberhta na karolínském dvoře. Tento Ecgberht, který byl saským vévodou, zemřel v roce 811. Zůstala po něm vdova, která zasvětila svůj život pomoci chudým a stala se známou coby „sv. Ida z Herzfeldu“, patronka nevěst a vdov. Tato identifikace by ztotožňovala Redburgu se sv. Idou. Pokud ovšem Ecgberht, který podle Anglosaské kroniky získal v roce 802 wessexský trůn, nesloužil jako spojenec Karla Velikého v Sasku mnoho let po svém návratu do Wessexu, Redburga a Ida nemohou být jedna a ta samá osoba. Tato hypotéza ostatně byla většinou historiků zamítnuta.
Redburga by mohla být matkou Æthelwulfa, který se později stal králem Wessexu.